# Pluton Glacier
Pluton Glacier är en glaciär i Antarktis. Den ligger i Västantarktis. Argentina, Chile och Storbritannien gör anspråk på området. Pluton Glacier ligger 643 meter över havet.
Terrängen runt Pluton Glacier är bergig åt sydost, men åt nordväst är den kuperad. Havet är nära Pluton Glacier åt nordväst. Trakten är glest befolkad. Närmaste befolkade plats är Gonzalez Videla Station, 7,2 kilometer norr om Pluton Glacier. 